# Аль-Ансар (футбольный клуб, Медина)
«А́ль-Анса́р» — саудовский футбольный клуб из города Медина, выступающий в Саудовском первом дивизионе. Основан в 1955 году. Домашние матчи проводит на стадионе им. принца Мохаммеда бин Абдулазиза, вмещающем 20 000 и расположенном в городе Медина.

## Название
Название клуба «Аль-Ансар» (араб. الأنصار‎) на русский язык переводится как «покровитель». Ранее клуб носил название «Аль-Акбак» (араб. العقبق‎).

## История
Клуб был основан в 1955 году. Наивысшего в своей истории достижения в чемпионате добился в 2001 году, заняв по итогам сезона 6-е место в Саудовской Премьер-лиге. Однако, на следующий год снова вылетел в Первый дивизион Саудовской Аравии по футболу. В 2004 году вернулся в Премьер-лигу, но снова ненадолго, проведя в ней всего 2 сезона, в 2006 году опять опустился в первый дивизион, в котором на следующий год занял только 9-е место, однако, уже в сезоне 2007/08 остановился всего в шаге от возвращения в Саудовскую Премьер-лигу, заняв 3-е место с отставанием всего лишь в 2 очка от 2-го места, дающего право на повышение в классе.

## Клубные цвета
| Зелёный | Оранжевый | Белый |

## Достижения

### Внутренние
6-е место в Саудовской Премьер-лиге: (1)
- 2000/01